# Burguillos del Cerro
Burguillos del Cerro ist eine Kleinstadt und eine Gemeinde (municipio) mit 2.970 Einwohnern (Stand: 2024) im Süden der spanischen Provinz Badajoz in der Autonomen Gemeinschaft Extremadura. 

## Lage
Burguillos del Cerro liegt ca. 107 km (Fahrtstrecke) südöstlich der Provinzhauptstadt Badajoz in einer Höhe von ca. 420 m. Die portugiesische Grenze wird nach ca. 40 Kilometer Fahrtstrecke erreicht. 
Das Klima im Winter ist gemäßigt, im Sommer dagegen warm bis heiß; die geringen Niederschlagsmengen (ca. 444 mm/Jahr) fallen – mit Ausnahme der nahezu regenlosen Sommermonate – verteilt übers ganze Jahr.

## Geschichte
Burguillos del Cerro wurde 1229 von dem Orden der Tempelritter übernommen, die von hier aus auch über den Weilter Bayliato der Nachbargemeinde Jerez de los Caballeros. Die Burganlage wurde im 12. Jahrhundert bereits errichtet. Sie wurde mehrfach zerstört und im 13., 14. und 15. Jahrhundert wieder aufgebaut.  

## Bevölkerungsentwicklung
| Jahr      | 1970 | 1981 | 1991 | 2001 | 2011 | 2021 |
| Einwohner | 4360 | 3322 | 3406 | 3309 | 3296 | 3076 |

## Sehenswürdigkeiten
- Die Burganlage, heute nur noch als Ruine vorhanden, auf der nahegelegenen Anhöhe
- zahlreiche Kirchen, darunter die Pfarrkirche Santa María de la Encina

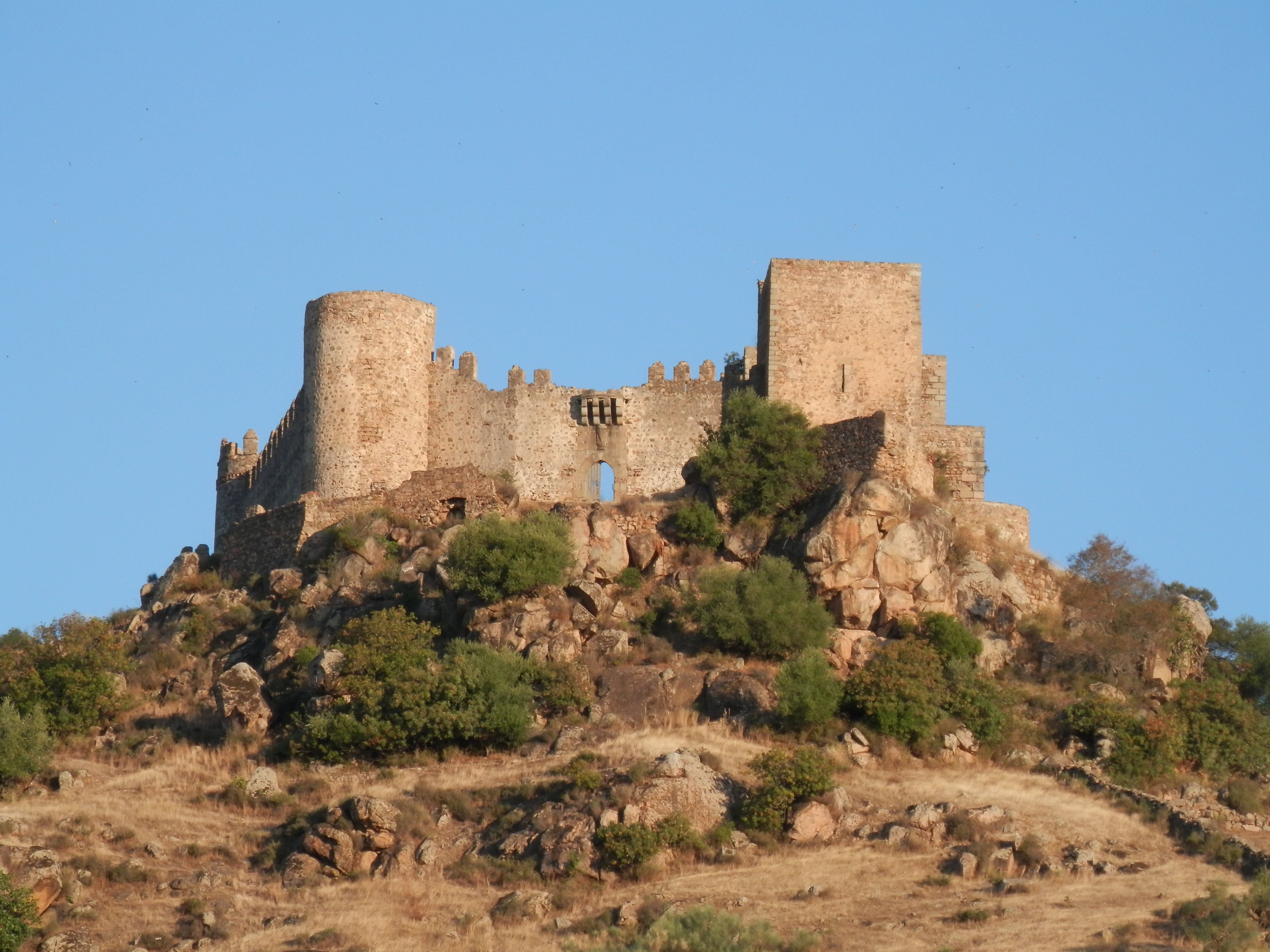
Burgruine

## Gemeindepartnerschaften
Mit den gleichnamigen spanischen Gemeinden Burguillos de Toledo und Burguillos de Sevilla bestehen Partnerschaften.